# Druckstücknummer
Die Druckstücknummer dient der Kennzeichnung der Version eines Vertrages, zum Beispiel über Dienstleistungen oder Mietverhältnisse sowie Geschäftsbedingungen. Sie spielt vor allem in Verbraucherverträgen eine Rolle, die häufigen Änderungen unterliegen. Anhand der Druckstücknummer kann der Vertragsnehmer einen Vertrag mit bestimmten Konditionen eindeutig identifizieren, ohne dass er alle Konditionen, die im Kleingedruckten festgelegt sind, einzeln überprüfen muss. In Vergleichstests etwa durch die Stiftung Warentest wird häufig auf die Druckstücknummer des Vertrages verwiesen, auf den sich die Beurteilung bezieht.